# Mega Top 50

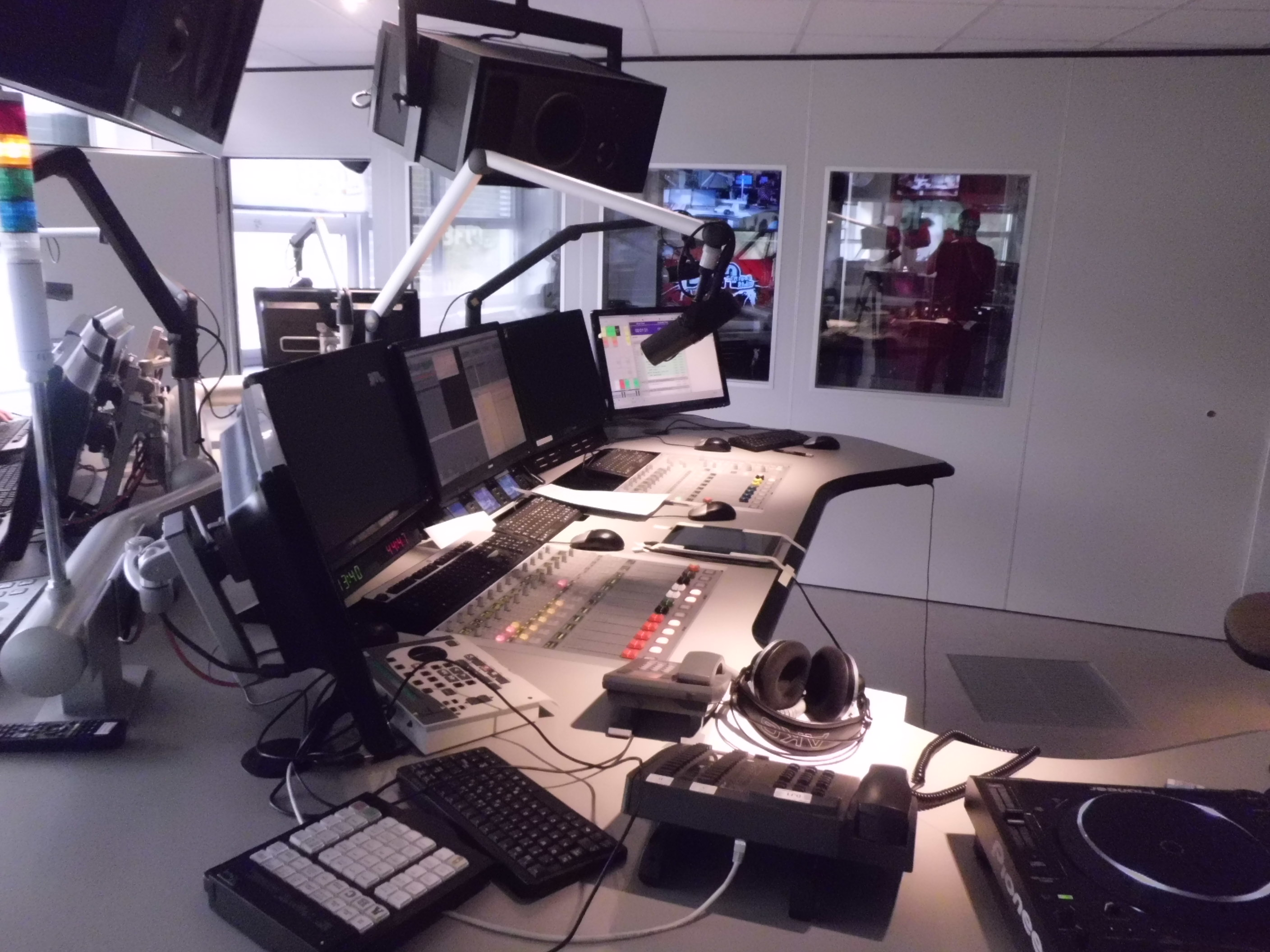
3FM-studio waarvandaen de Mega Top 50 wordt uitgezonden

O Mega Top 50 é uma parada musical de cançãos neerlandêsa e um programa de rádio que é emitido na 3FM pela televisão publica TROS. O primeiro precursor se chamava Hilversum 3 Top 30. Desde maio 1969 Joost den Draayer apresentava o programa. Depois dois anos Felix Meurders, o novo apresentador cambiou o nome em Daverende Dertig. Em junho 1974 la Nationale Hitparade foi emitida em o canal Hilversum 3. A tabela musical actual Mega Top 50 foi initiada em 1993. Hoje em dia a composição da lista é baseada em vendas, airplay, streaming e pesquisa. O compilador é SoundAware. Desde agosto 2018 Olivier Bakker apresenta o programa.

## Livros
| Ano  | Título                                     | Autor(es)                          | Descrição do conteúdo                                                            | ISBN               |
| ---- | ------------------------------------------ | ---------------------------------- | -------------------------------------------------------------------------------- | ------------------ |
| 2004 | Mega Charts Jubileumeditie                 | Ed Hoogeveen                       | Edição de aniversário sobre os dez primeiros anos de Mega Charts (em neerlandês) | ISBN 9789021540207 |
| 2013 | Mega Top 50 presenteert: 50 Jaar Hitparade | Bart Arens, Edgar Kruize, Ed Adams | A história completa della parada musical publica de 1963 a 2014 (em neerlandês)  | ISBN 9789000331000 |

## CD-ROM
| Ano  | Título                   | Editora                     | Descrição do conteúdo                                                    | ISBN               |
| ---- | ------------------------ | --------------------------- | ------------------------------------------------------------------------ | ------------------ |
| 2006 | Mega Hitparade 1946-2006 | Softmachine Publishing Int. | Listas integrais dos éxitos em as listas neerlandéses dos años 1946-2006 | ISBN 90-76725-15-2 |